# Láser Nd-YAG

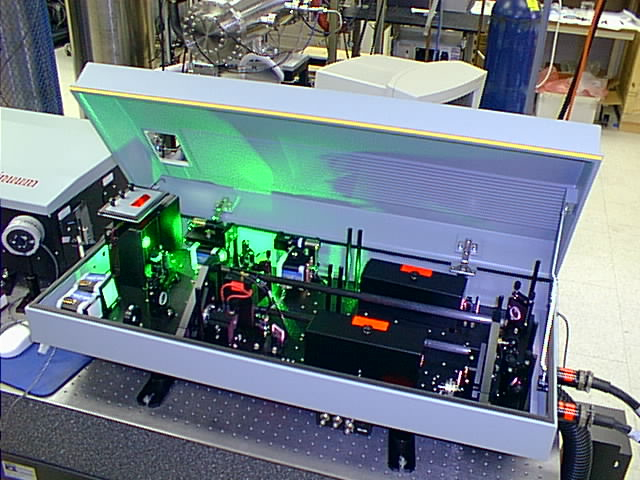
Láser Nd:YAG con la tapa abierta mostrando luz verde de 532 nm de frecuencia duplicada

Un láser Nd-YAG  (acrónimo del inglés neodymium-doped yttrium aluminium garnet, granate de itrio y aluminio dopado con impurezas de neodimio) es un dispositivo de emisión láser de estado sólido que posee óxido de itrio y aluminio cristalino cuya red hace de anfitrión ya que está dopada con neodimio que hace de huésped formando la especie (Nd:Y3Al5O12), una variedad de granate, su emisión característica posee una longitud de onda de 1064 nanómetros, es decir, emite en el infrarrojo. Los láser Nd-YAG se encuentran entre los dispositivos láser de cuatro niveles y poseen una alta empleabilidad, aplicándose en el tratamiento oftalmológico de la opacificación capsular tras cirugía de cataratas, en medicina estética o en procesos industriales, como tratamientos de superficie y mecanizados.
Dependiendo del sistema de bombeo puede operar en continuo (lámparas de arco de tungsteno)  o como láser pulsado (lámparas de xenón).
El funcionamiento con láser Nd-YAG fue demostrado por primera vez por J. E. Geusic et al. en los Laboratorios Bell en 1964.